# Adenostyles alpina
Il cavolaccio verde (nome scientifico  Adenostyles alpina   (L.) Bluff & Fingerh., 1825 è una specie di pianta angiosperma dicotiledone della famiglia delle Asteraceae (sottofamiglia Asteroideae).

## Etimologia
Il nome del genere (Adenostyles) è di derivazione ellenica (adhno-stuloj ) e fa riferimento alle ghiandole che ricoprono lo stilo del fiore. L'epiteto specifico ("alpina") fa riferimento all'habitat della specie.
Il nome scientifico della specie è stato definito dai botanica Carl Linnaeus (1707-1778), Mathias Joseph Bluff (1805-1837) e Carl Anton Fingerhuth (1802-1876) nella pubblicazione " Compendium Florae Germaniae" (Comp. Fl. German. [Bluff] 2: 329) del 1925.

## Descrizione

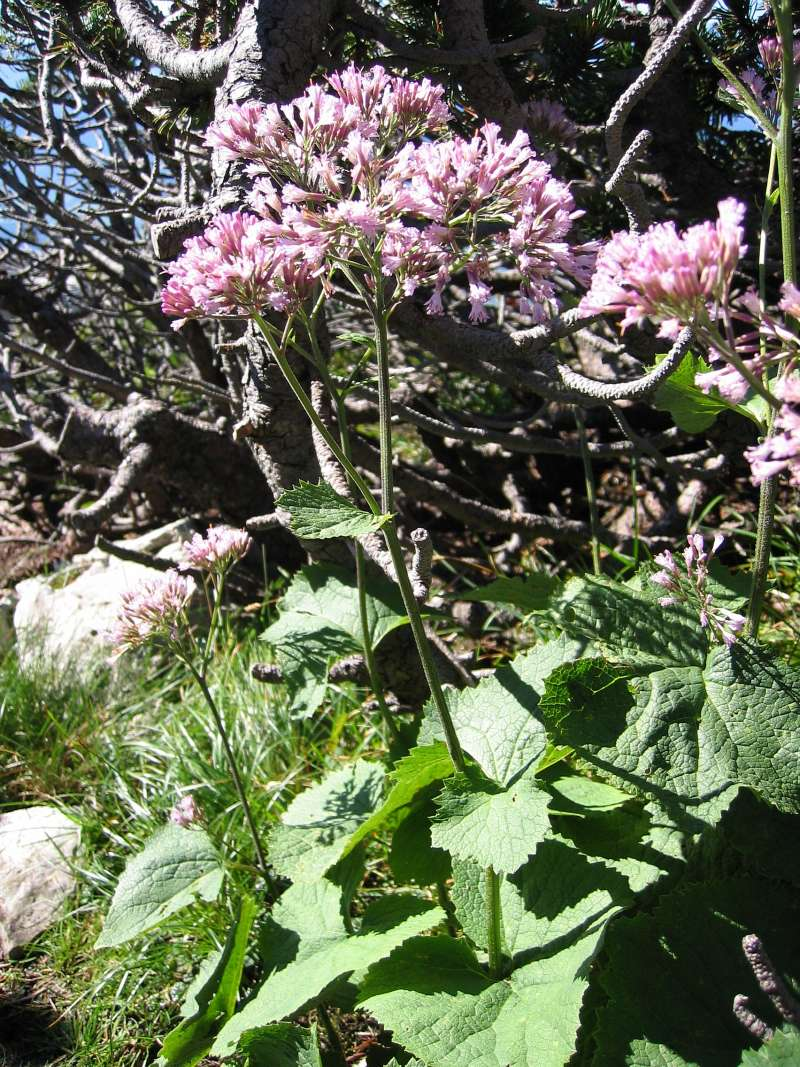
Il portamento

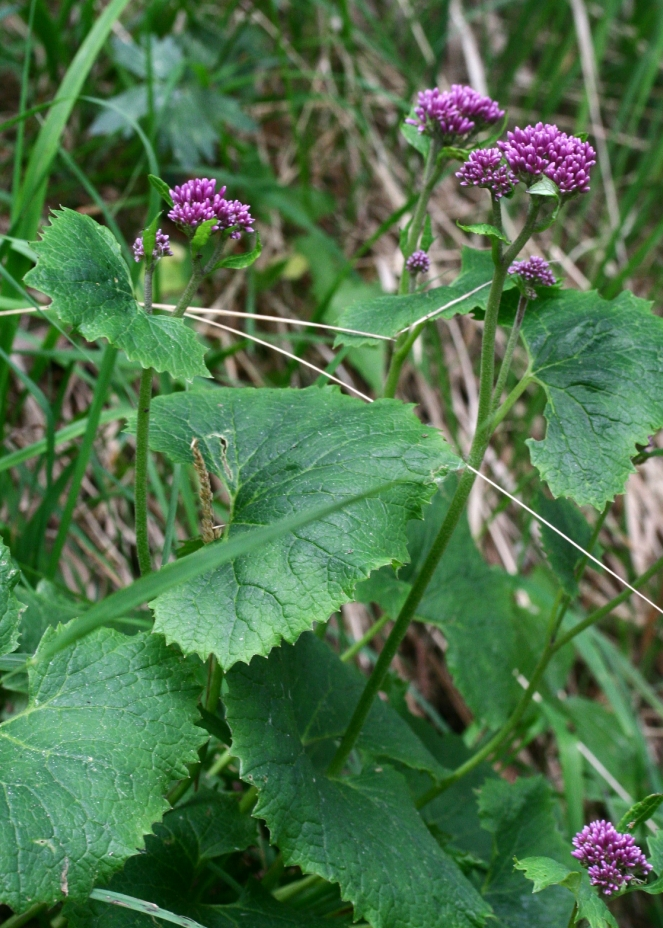
Le foglie

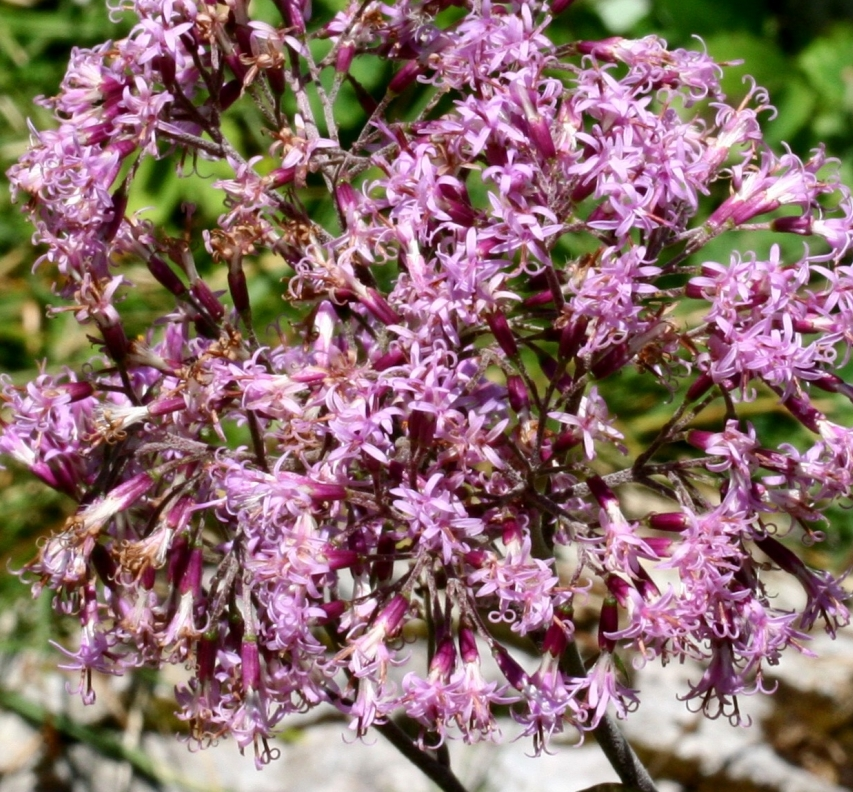
Infiorescenza

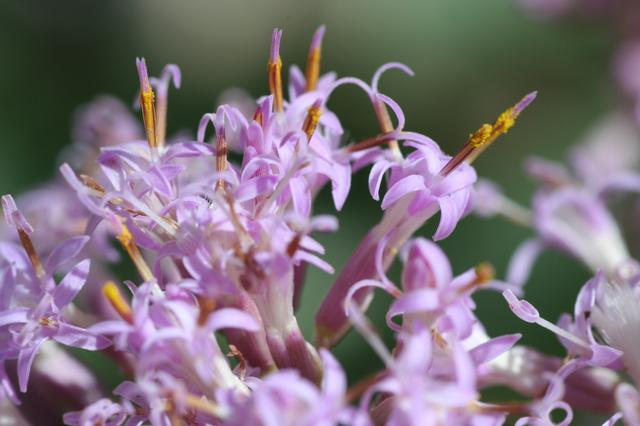
I fiori

Habitus. Adenostyles alpina ha un habitus di tipo erbaceo perenne rizomatoso. Le superfici delle piante possono essere sia glabre che pubescenti per peli semplici. La forma biologica prevalente della specie è emicriptofita scaposa (H scap), ossia sono piante perennanti tramite gemme situate sul terreno e con asse fiorale allungato e con poche ma grandi foglie. Questa pianta può raggiungere un'altezza di 40 – 60 cm.
Radici. Le radici in genere sono secondarie da rizoma e possono essere fibrose.
Fusto. 
- Parte ipogea: la parte sotterranea del fusto è un grassetto rizoma. I rizomi sono striscianti o legnosi.
- Parte epigea: la parte aerea è eretta a sezione cilindrica, finemente pubescente e di colore rossastro ramoso in alto. Nella parte terminale si presenta ramificata con abbondanti peli crespi.

Foglie. Sono presenti sia foglie basali che cauline. 
- Foglie basali: le foglie alla base del fusto sono grandi (larghe 12 – 14 cm lunghe 10 – 11 cm), intere e reniformi (a forma di rene o cuoriformi) di consistenza grassetta; il margine fogliare è finemente dentellato in modo ottuso (i dentelli sono abbastanza uguali fra di loro) con una punta apicale. Le foglie sono glabre su entrambe le facce (solo su quella inferiore i nervi sono appena pubescenti).
- Foglie cauline: le foglie lungo il fusto sono disposte in modo alterno con dimensioni via via più piccole; sono picciolate e prive di orecchiette amplessicauli. Dimensioni delle foglie cauline inferiori: larghezza 10 – 14 cm, lunghezza 6 – 8 cm. Le cauline di individui a quote inferiori sono più grossolanamente dentate.

Infiorescenza. Le sinflorescenze sono composte da diversi capolini organizzati in formazioni densamente corimbose. Le infiorescenze vere e proprie sono formate da uno stretto capolino terminale peduncolato peloso di tipo discoide. Alla base dell'involucro è presente un calice formato da brattee fogliacee. I capolini sono formati da un involucro, con forme cilindriche, composto da diverse brattee, al cui interno un ricettacolo fa da base ai fiori tubulosi. Le brattee, lineari-lanceolate di colore violetto e glabre, sono disposte in modo embricato su una o due serie e possono essere connate alla base. Il ricettacolo è nudo (senza pagliette a protezione della base dei fiori); la forma è convessa e a volte è alveolato. Dimensioni dell'involucro: lunghezza 4 – 5 mm, larghezza 1 – 2 mm.
Fiori.  I fiori (da 3 a 4) sono tetra-ciclici (formati cioè da 4 verticilli: calice – corolla – androceo – gineceo) e pentameri (calice e corolla formati da 5 elementi). Sono inoltre ermafroditi e actinomorfi.
- Formula fiorale:

*/x K {\displaystyle \infty }, [C (5), A (5)], G 2 (infero), achenio
- Calice: i sepali del calice sono ridotti ad una coroncina di squame.
- Corolla: nella parte inferiore i petali della corolla sono saldati insieme e formano un tubo. In particolare le corolle dei fiori del disco centrale (tubulosi) terminano con delle fauci dilatate a raggiera con quattro/cinque lobi. I lobi possono avere una forma da deltoide a triangolare-ovata. La corolla, rosea o violetta è molto più lunga del rispettivo involucro. Lunghezza dei fiori: 7 – 8 mm. Dimensione dei lobi: 2,5 - 3,2 mm
- Androceo: gli stami sono 5 con dei filamenti liberi. La parte basale del collare dei filamenti può essere dilatata. Le antere invece sono saldate fra di loro e formano un manicotto che circonda lo stilo. Le antere sono senza coda ("ecaudate") e arrotondate alla base; a volte sono presenti delle appendici apicali che possono avere varie forme (principalmente lanceolate). La struttura delle antere è di tipo tetrasporangiato, raramente sono bisporangiate. Il tessuto endoteciale è radiale o polarizzato. Il polline è tricolporato (tipo "helianthoid").[14]
- Gineceo: lo stilo, a forma cilindrica, è biforcato con due stigmi nella parte apicale. Gli stigmi sono troncati o ottusi o arrotondati, ma anche lineari con appendici acuminate; possono avere un ciuffo di peli radicali o in posizione centrale; possono inoltre essere ricoperti da minute papille; altre volte i peli sono di tipo penicillato. Le superfici stigmatiche sono separate o parzialmente confluenti, oppure continue.  L'ovario è infero uniloculare formato da 2 carpelli.
- Antesi: da giugno ad agosto.

Frutti. I frutti sono degli acheni con pappo. La forma degli acheni è oblunga; la superficie è percorsa da diverse coste longitudinali e può essere glabra o talvolta pubescente. Possono essere presenti delle ali o degli ispessimenti marginali. Non sempre il carpoforo è distinguibile. Il colore del frutto può essere nero o bruno. Il pappo è formato da numerose setole snelle (o peli) disposte su più ranghi. Le setole sono lunghe e ricoprono quasi completamente la corolla del fiore. Dimensione degli acheni: 3 mm.

## Biologia
Impollinazione: l'impollinazione avviene tramite insetti (impollinazione entomogama tramite farfalle diurne e notturne).

Riproduzione: la fecondazione avviene fondamentalmente tramite l'impollinazione dei fiori (vedi sopra).

Dispersione: i semi (gli acheni) cadendo a terra sono successivamente dispersi soprattutto da insetti tipo formiche (disseminazione mirmecoria). In questo tipo di piante avviene anche un altro tipo di dispersione: zoocoria. Infatti gli uncini delle brattee dell'involucro (se presenti) si agganciano ai peli degli animali di passaggio disperdendo così anche su lunghe distanze i semi della pianta. Inoltre per merito del pappo il vento può trasportare i semi anche a distanza di alcuni chilometri (disseminazione anemocora).

## Distribuzione e habitat

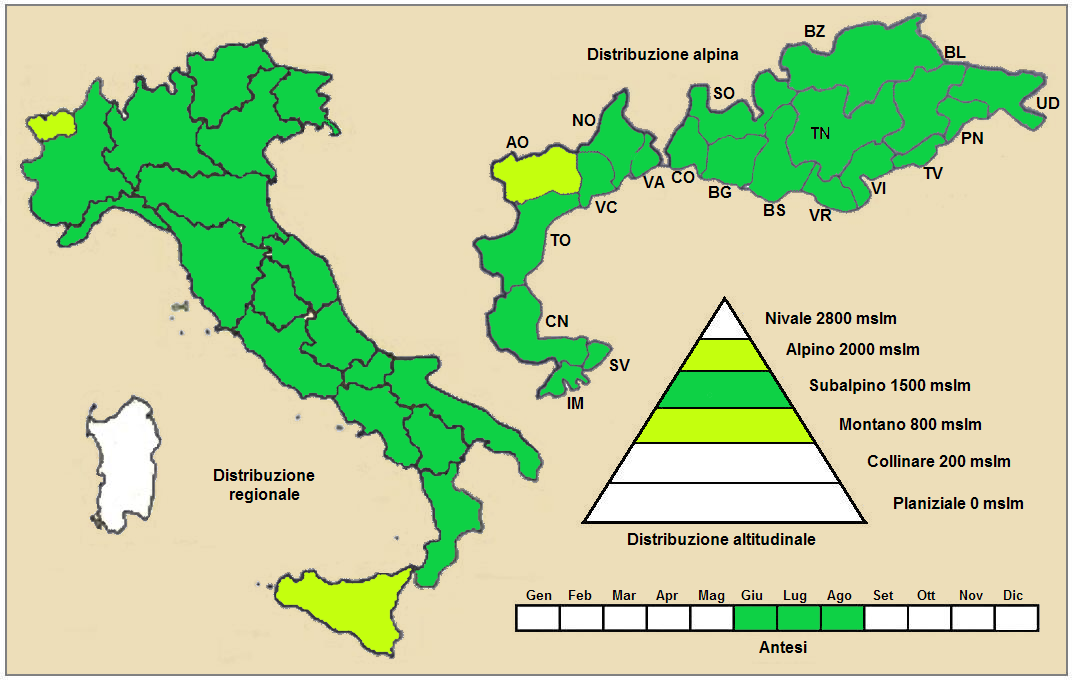
Distribuzione della pianta (Distribuzione regionale – Distribuzione alpina)

Geoelemento: il tipo corologico (area di origine) è Orofita - Sud Europeo. L'area di origine della specie è considerata l'Europa montagnosa meridionale con distribuzione dalla zona Iberica a quella Balcanica (eventualmente nel Caucaso e nell'Anatolia).
Distribuzione: in Italia (al nord) è considerata pianta comune; sugli Appennini è rara. Fuori dall'Italia, sempre nelle Alpi, questa specie si trova in Francia, Svizzera, Austria e Slovenia. Sugli altri rilievi collegati alle Alpi è presente nella Massiccio del Giura e Alpi Dinariche.
Habitat: l'habitat preferito da questa specie sono i luoghi ombrosi e umidi; è comunque possibile trovarla solo al nord e sulle Alpi in ambienti caratteristici come i megaforbieti alpini o boschi di faggio ed abete rosso; è una specie calciofila quindi è possibile trovarla anche sui pendii franosi, sfasciumi e ghiaioni. Il substrato preferito è calcareo ma anche calcareo/siliceo con pH basico, medi valori nutrizionali del terreno che deve essere umido.
Distribuzione altitudinale: sui rilievi alpini, in Italia, queste piante si possono trovare tra 1.300 e 2.000 m s.l.m.; nelle Alpi frequentano quindi i seguenti piani vegetazionali: subalpino e in parte quello montano e alpino.

### Fitosociologia

#### Areale alpino
Dal punto di vista fitosociologico alpino Adenostyles alpina appartiene alla seguente comunità vegetale:
Formazione: delle comunità delle fessure, delle rupi e dei ghiaioni.
Classe: Thlaspietea rotundifolii.
Ordine: Thlaspietalia rotundifolii.
Alleanza: Petasition paradoxi.

#### Areale italiano
Per l'areale completo italiano Adenostyles alpina appartiene alla seguente comunità vegetale:
Macrotipologia: vegetazione erbacea sinantropica, ruderale e megaforbieti.
Classe: Mulgedio alpini-Aconitetea variegati Hadač & Klika in Klika & Hadač, 1944
Subordine: Adenostylenalia alpinae Biondi & Allegrezza in Biondi, Allegrezza, Casavecchia, Galdenzi, Gasparri, Pesaresi, Vagge & Blasi, 2014
Alleanza: Adenostylion alpinae Castelli et al. ex Castelli, Biondi & Ballelli in Biondi, Allegrezza, Casavecchia, Galdenzi, Gasparri, Pesaresi, Vagge & Blasi, 2014
Descrizione. L'alleanza Adenostylion alpinae è relativa a comunità megaforbie dell'Appennino, in preferenza nelle esposizioni settentrionali dei rilievi e in corrispondenza di scarpate pietroso-terroso umide. L'estensione di queste comunità è limitata a insediamenti tipicamente al limite della faggeta per poi penetrare all’interno del bosco, in presenza di aperture della copertura forestale che consentono una maggiore illuminazione del sottobosco. La distribuzione di questa cenosi attualmente è segnalata per l’Appennino ligure-piemontese e l’Appennino marchigiano.
Specie presenti nell'associazione: Adenostyles alpina, Valeriana tripteris, Hieracium murorum, Saxifraga rotundifolia, Veronica urticifolia, Heracleum sphondylium, Senecio fuchsii, Poa nemoralis, Campanula rotundifolia e Geranium nodosum.

## Tassonomia
La famiglia di appartenenza di questa voce (Asteraceae o Compositae, nomen conservandum) probabilmente originaria del Sud America, è la più numerosa del mondo vegetale, comprende oltre 23.000 specie distribuite su 1.535 generi, oppure 22.750 specie e 1.530 generi secondo altre fonti (una delle checklist più aggiornata elenca fino a 1.679 generi). La famiglia attualmente (2021) è divisa in 16 sottofamiglie; la sottofamiglia Asteroideae è una di queste e rappresenta l'evoluzione più recente di tutta la famiglia.

### Filogenesi
La specie di questa voce appartiene alla sottotribù Senecioninae della tribù Senecioneae (una delle 21 tribù della sottofamiglia Asteroideae). In base ai dati filogenetici la sottotribù, all'interno della tribù, occupa il "core" della tribù e insieme alla sottotribù Othonninae forma un "gruppo fratello".
La struttura della sottotribù è molto complessa e articolata (è la più numerosa della tribù con oltre 1.200 specie distribuite su un centinaio di generi) e al suo interno sono raccolti molti sottogruppi caratteristici le cui analisi sono ancora da completare. Il genere della specie di questa voce è a capo del gruppo "Adenostylinae" comprendente i generi Adenostyles, Caucasalia, Dolichorrhiza, Iranecio e Pojarkovia, tutti caratterizzati da corolle a 4 lobi. Da un punto di vista filogenetico questo gruppo nell'ambito della sottotribù Senecioninae occupa una posizione abbastanza centrale e con i gruppi "Curio group" e il "Gynuroid clade" formano un "gruppo fratello". A causa di questa profonda nidificazione all'interno della sottotribù il gruppo non può essere definito tassonomicamente in modo autonomo.
I caratteri distintivi per le specie del genere  Adenostyles sono:
- il portamento è erbaceo perenne e rizomatoso;
- il calice alla base dell'involucro è presente;
- i rami dello stilo sono subulati.

In particolare i caratteri distintivi per la specie  Adenostyles alpina sono:
- le foglie inferiori hanno una lamina reniforme (un po' più larga che lunga);
- il picciolo delle foglie superiori non è allargato in orecchiette amplessicauli;
- l'involucro ha una forma cilindrica;
- le brattee dell'involucro sono lineari-lanceolate;
- i capolini hanno più o meno tre fiori.

Il numero cromosomico della specie è: 2n = 38.

### Sottospecie (variabilità)
Per questa specie sono riconosciute le seguenti sottospecie:
- Adenostyles alpina subsp. alpina - Distribuzione: Alpi e Balcani.
- Adenostyles alpina subsp. macrocephala (Huter, Porta & Rigo) Dillenb. & Kadereit, 2012 - Cavolaccio calabrese. Distribuzione: Italia (Calabria, Aspromonte). Caratteri specifici: la lamina delle foglie è più grande con forme triangolari e profondamente dentata; le foglie cauline hanno delle orecchiette amplessicauli; i capolini contengono 10 - 15 fiori lunghi 13 – 15 mm. Il tipo corologico è Endemico. Nella "Flora d'Italia" questa sottospecie è indicata come Adenostyles macrocephala Huter, Porta & Rigo .
- Adenostyles alpina subsp. nebrodensis  (Wagenitz & I.Müll.) Greuter, 2007 - Cavolaccio ibrido. Distribuzione: Sicilia. Caratteri specifici: i capolini contengono 10 - 18 fiori. Il tipo corologico è Orofita - Sud Europeo. Nella "Flora d'Italia" questa sottospecie è indicata come Adenostyles hybrida Guss..
- Adenostyles alpina subsp. pyrenaica  (Lange) Dillenb. & Kadereit, 2012 - Distribuzione: Pirenei.

### Sinonimi
L'elenco seguente indica alcuni sinonimi della specie di questa voce:
- Cacalia alpina L. (basionimo)
- Adenostyles glabra (Miller) DC, 1836
- Adenostyles calcarea Brügger
- Adenostyles virdis Cass. (1816)

### Specie simili
- Adenostyles alliariae (Gouan) Kerner – Cavolaccio alpino: si distingue dalla specie della presente voce in quanto alla base del picciolo delle foglie cauline sono presenti due ampie orecchiette avvolgenti il fusto; le foglie inoltre sono provviste di un apice acuto; al rovescio le foglie sono cotonose e non glabre. L'infiorescenza si presenta meno copiosa.
- Adenostyles briquetii Gamisans – Cavolaccio di Briquet: rispetto alla specie A. alpina è completamente glabra (anche sui peduncoli dell'infiorescenza). Si trova solo in Corsica (è una specie endemica dell'isola).

## Usi: giardinaggio
Queste piante sono usate soprattutto nei giardini rocciosi in quanto il loro ampio fogliame ha una buona funzione ornamentale. La coltivazione inoltre non è molto difficile se allevate entro un composto terroso ricco di torba, ma capace di mantenere fresche e umide le radici. Si propagano sia per seme che per divisione di piede.